# Директор Малого театра

## Список директоров(генеральных директоров)Малого театра
| Фото | Руководитель                       | Наименование должности                                       | Начало пребывания в должности | Завершение пребывания в должности |
| ---- | ---------------------------------- | ------------------------------------------------------------ | ----------------------------- | --------------------------------- |
|      | Южин Александр Иванович            | директор (с февраля по декабрь 1919 — председатель дирекции) | декабрь 1919                  | 1 января 1926                     |
|      | Южин Александр Иванович            | почетный директор и председатель художественного совета      | 1 января 1926                 | 17 сентября 1927                  |
|      | Владимиров Владимир Константинович | директор                                                     | 1 января 1926                 | 13 декабря 1933                   |
|      | Амаглобели, Серго Иванович         | директор                                                     | 13 декабря 1933               | 25 августа 1936                   |
|      | Лядов Леонид Михайлович            | директор                                                     | 25 августа 1936               | 10 апреля 1937                    |
|      | Дальцев Зиновий Григорьевич        | и. о. директора                                              | 16 апреля 1937                | 9 мая 1938                        |
|      | Шумилин Александр Яковлевич        | директор                                                     | 19 мая 1938                   | 4 апреля 1941                     |
|      | Судаков Илья Яковлевич             | директор                                                     | 12 июня 1942                  | 1 марта 1943                      |
|      | Шаповалов Леонид Емельянович       | директор                                                     | 1 марта 1943                  | 1 апреля 1950                     |
|      | Царёв Михаил Иванович              | директор                                                     | 1 июня 1950                   | 14 марта 1963                     |
|      | Северин Евгений Евгеньевич         | директор                                                     | 14 марта 1963                 | 17 февраля 1967                   |
|      | Солодовников Александр Васильевич  | директор                                                     | 17 февраля 1967               | 16 октября 1970                   |
|      | Царёв Михаил Иванович              | директор                                                     | 12 октября 1970               | январь 1985                       |
|      | Коршунов Виктор Иванович           | директор                                                     | январь 1985                   | май 1998                          |
|      | Коршунов Виктор Иванович           | генеральный директор                                         | май 1998                      | сентябрь 2009                     |
|      | Аничкин Геннадий Викторович        | и. о. генерального директора                                 | 8 октября 2009                | 3 июня 2010                       |
|      | Аничкин Геннадий Викторович        | генеральный директор                                         | 3 июня 2010                   | 25 декабря 2010                   |
|      | Михайлова Тамара Анатольевна       | генеральный директор                                         | 11 января 2011                |                                   |